# 貴鄉郡
貴鄉郡，中国十六国时设置的郡。
前燕建熙元年（360年），分阳平郡元城县置貴鄉郡，治所在元城县（今河北省大名县东）。属司隶校尉。前秦沿置，属冀州。前秦属司隶校尉。后燕也属冀州。建兴二年（387年）貴鄉郡属翟魏。建兴七年（392年）后燕收复，属徐州。后地入北魏，废貴鄉郡。